# Yo soy la venganza
Yo soy la venganza (título original: I Am Wrath) es una película estadounidense de 2016 dirigida por Chuck Russell y escrita por Yvan Gauthier y Paul Sloan. Fue protagonizada por John Travolta, Christopher Meloni, Sam Trammell, Amanda Schull, Rebecca De Mornay, Melissa Bolona y Luis Da Silva. El rodaje inició el 9 de febrero de 2015 en Columbus, Ohio. Con apenas un 11 % de aprobación en el sitio web Rotten Tomatoes, la película no tuvo una buena acogida.

## Sinopsis
Stanley Hill es un hombre común que tiene que presenciar el terrible asesinato de su esposa a manos de dos sujetos. De este modo, inicia un camino de venganza contra algunos oficiales de policía corruptos, al no poder identificar a los asesinos de su esposa.

## Reparto
- John Travolta es Stanley Hill.
- Christopher Meloni es Dennis.[2]
- Amanda Schull es Abbie Hill.[3]
- Sam Trammell es el Detective Gilmore.
- Patrick St. Esprit es John Meserve.[4]
- Rebecca De Mornay es Vivian Hill.[5]
- Asante Jones es el detective Walker.
- Paul Sloan es Lemi K.
- Luis Da Silva es Charley.[5]
- James Logan es Lars.
- Melissa Bolona es la reportera.